# Кирил Куртев
Кирил Куртев (светско име Кольо Георгиев Куртев) е български източнокатолически духовник, пръв епископ на Софийската апостолическа екзархия, създадена през двадесет години на XX век.

## Биография
Кольо Куртев е роден на 18 юли 1891 г. в село Дрипчево, Мустафапашанско.
Завършва начално образование в родното си село. Родителите му, православни християни, насърчават неговото влечение към просветата и през 1901 година го изпращат да учи в основното училище при източнокатолическия манастир в съседното село Мустракли, някогашната обител на прочутия в цяла Одринска Тракия монах Пантелеймон. Мустраклийският манастир е важно духовно средище на българите католици от източен обред, изиграло значителна роля за разпространението на униатството.
Продължава гимназиалното си образование в духовната семинария на отците успенци „Св. св. Петър и Павел" в Караагач, Одрин. През 1908 г. е изпратен във Висшата духовна семинария „Св. Лъв" в Цариград.
На 8 септември 1913 г. Кольо Куртев е ръкоположен за дякон от архиепископ Михаил Миров. Той е ръкоположен за свещеник на 1 юни 1914 г. от епископ Михаил Петков в катедралния храм „Св. Илия" в Одрин.
От 1914 до 1924 г. е свещеник в Сливен, в с. Цар Крумово, и в с. Правдино, Ямболско. През пролетта на 1924 г. Куртев е повикан в София за помощник на Йосафат Козаров, администратор на католиците от източен обред в България.
На 23 септември 1925 г. Куртев е назначен за изпълняващ длъжността Апостолически администратор (екзарх) на българите католици от източен обред. Година по-късно, на 25 юли 1926 г., папа Пий XII го издига в епископски сан. Тържествената служба на въвеждането на новия епископ се извършва на 5 декември в храма „Св. Климент" в Рим. Като символ на своята бъдеща мисия той приема името Кирил.
След края на Първата световна война съществуващите ръководни структури на българските унияти остават извън границите на България. Епископ Куртев ръководи изграждането на новите структури на езкархията. През 1928 г. в България има организирани униатски църковни общини в 24 селища. За тях се грижат 33 свещеници, които обслужват над 15 000 униати в България. В следващите няколко години се създават нови енории.
На 30 май 1941 г. Кирил Куртев подава оставка. Замества го Иван Гаруфалов. След смъртта на Иван Гаруфалов през 1951 г. епископ Кирил заема отново поста. След процесите срещу Католическата църква Кирил Куртев остава единственият висш католически йерарх в България. Той се грижи не само за униатската общност, но и за католиците от западен обред в Никополската и Софийско-Пловдивската епархия. Ръкополага Симеон Коков за епископ на Софийско-Пловдивската епархия.  Епископ Кирил Куртев участва в работата на Втория ватикански събор. Той участва в неговата работа по време на втората (1963 г.) и четвъртата сесия (1965 г.), както и на първия генерален епископски синод в Рим през 1967 г.
Епископ Куртев получава сърдечен удар на 7 март 1971 г. в село Куклен, Асеновградско. Умира на 9 март в Държавната болница в Пловдив.